# Zürich-Marathon

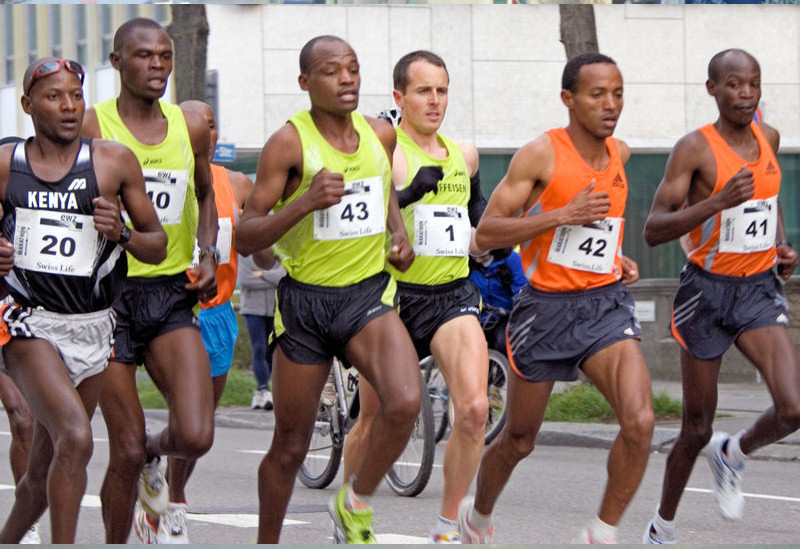
Spitzengruppe am Zürich Marathon 2007

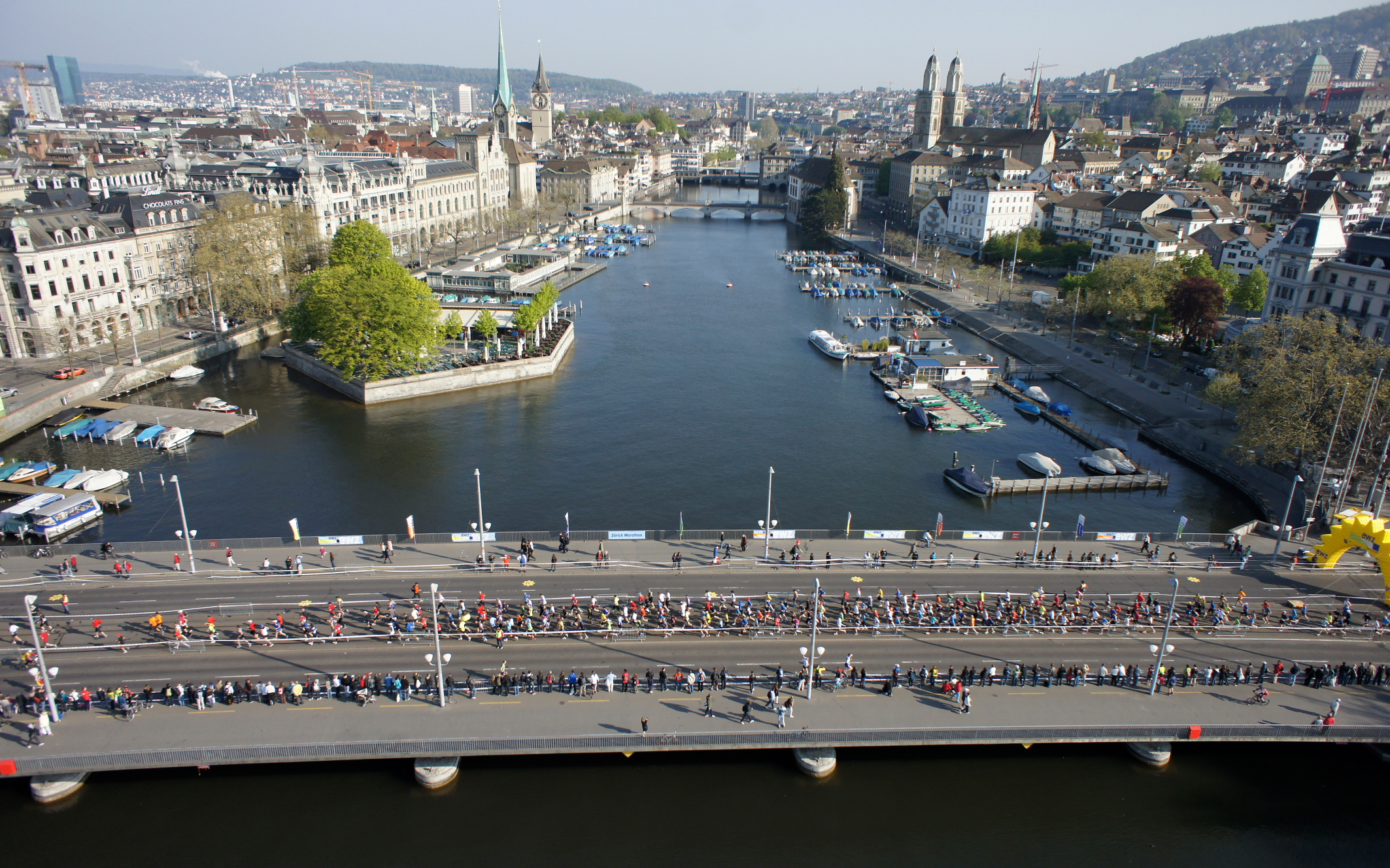
Zürich Marathon 2011: Luftbild Quaibrücke Bellevue

Der Zürich Marathon ist ein Marathonlauf in der Schweiz und wird seit 2003 jährlich im April durchgeführt. Start des Laufs befindet sich bei der Quaibrücke inmitten der Stadt Zürich und Ziel seit der Austragung 2025 auf dem Sechseläutenplatz, im Herzen der Stadt Zürich.

## Geschichte
Von 1984 bis 1989 wurde in Zürich ein Marathon ausgetragen. Folgende Athleten siegten bei diesem Lauf (Quelle ARRS):
| Datum         | Männer               | Nation      | Zeit    | Frauen                  | Nation  | Zeit    |
| ------------- | -------------------- | ----------- | ------- | ----------------------- | ------- | ------- |
| 30. Apr. 1989 | Helmut Stuhlpfarrer  | Österreich  | 2:15:05 | Eroica Staudenmann      | Schweiz | 2:40:49 |
| 24. Apr. 1988 | Manuel de Oliveira   | Portugal    | 2:15:35 | Luzia Sahli -2-         | Schweiz | 2:34:36 |
| 10. Mai 1987  | Clemens Hoube        | Deutschland | 2:18:14 | Helen Comsa             | Schweiz | 2:41:51 |
| 13. Apr. 1986 | Pierre-Alain Farquet | Schweiz     | 2:20:34 | Luzia Sahli             | Schweiz | 2:36:13 |
| 28. Apr. 1985 | Werner Meier         | Schweiz     | 2:16:33 | Genoveva Eichenmann -2- | Schweiz | 2:44:12 |
| 15. Apr. 1984 | Bruno Filipponi      | Schweiz     | 2:18:52 | Genoveva Eichenmann     | Schweiz | 2:48:39 |

2002 initiierte Bruno Lafranchi die Neuauflage des Zürich Marathons. Seit 2003 wird der Zürich Marathon jährlich jeweils im April durchgeführt und ist der grösste und schnellste Marathonlauf der Schweiz. Seit 2018 ist die Human Sports Management AG der Veranstalter und Inhaber des Zürich Marathons.
Aufgrund der Corona-Pandemie konnte der Zürich Marathon 2020 nicht stattfinden. Die anhaltende Corona-Pandemie zwang auch 2021 die Organisatoren zu einer Notlösung: Es wurde ein virtueller Lauf mit einer eigenen Lauf-App durchgeführt. Diese App ermöglichte die Absolvierung der entsprechenden Laufdistanz am Veranstaltungstag 25. April 2021 von überall auf der Welt aus. Mithilfe von Audio-Einspielungen (Motivationshinweise, Information über die Strecke und die Stadt, Kilometerangaben) wurde ein virtuelles Lauferlebnis erzeugt.
Mittlerweile zählt der Zürich Marathon über 19'800 Anmeldungen (über drei Kategorien: Marathon, Halbmarathon, 10 km) und war die letzten Jahre immer ausverkauft (Stand 2025). Der Zieleinlauf findet ab der Austragung 2025 auf dem berühmten Sechseläutenplatz in Zürich statt.
2025 kürte sich Mark Kiptoo zum ersten dreifachen Sieger in Zürich. Bei seinem Triumph im Jahr 2025 lief er im Alter von 48 Jahren mit 2:09:16 h eine Zeit unter 2:10 h und nur vier Sekunden über seinem eigenen M45-Weltrekord, der im zwei Jahre zuvor ebenfalls in Zürich gelang.

## Streckenverlauf
Die Strecken aller drei Läufe – Marathon, Halbmarathon, Z10 – Zurich 10k (on running) – verlaufen grösstenteils am Zürcher Seebecken entlang. Der Wendepunkt des Zürich Marathon befindet sich in Meilen, ebenso am Zürichsee gelegen. Die letzten Kilometer führen durch die Zürcher Innenstadt, wobei die Anzahl der Richtungsänderungen 2007 reduziert wurde.
Anlässlich des 10. Jubiläums des Zürich Marathon fand am 22. April 2012 erstmals der 10 km Cityrun (heute Z10 – Zurich 10k) statt, wobei die Strecke dieses Laufs den ersten 10 km des Marathons entspricht. Alle drei Läufe finden am gleichen Tag statt.
Für die Austragung 2021 des Zürich Marathon wird erstmals ein Halbmarathon angeboten. Die Risiken rund um die Corona-Pandemie sind beim Teamrun zu hoch.
Die Strecke des Marathonlaufs ist gemäss den Regeln von AIMS und World Athletics offiziell vermessen. Letzte Vermessung war im Januar 2025.

## Statistik

### Streckenrekorde
- Männer: 2:06:38 h, Tadesse Abraham (SUI), 2022 (schnellste Zeit auf Schweizer Boden)
- Frauen: 2:24:14 h, Helen Bekele (ETH), 2023 (schnellste Zeit einer Frau auf Schweizer Boden)

### Siegerliste
| Datum         | Männer                    | Nation            | Zeit              | Frauen                 | Nation             | Zeit              |
| ------------- | ------------------------- | ----------------- | ----------------- | ---------------------- | ------------------ | ----------------- |
| 13. Apr. 2025 | Mark Kiptoo -3-           | Kenia             | 2:09:16           | Monicah Jeptoo         | Kenia              | 2:35:35           |
| 21. Apr. 2024 | Mark Kiptoo -2-           | Kenia             | 2:12:31           | Dina Alexandrova       | Russland           | 2:29:00           |
| 23. Apr. 2023 | Mark Kiptoo               | Kenia             | 2:09:12           | Helen Bekele           | Äthiopien          | 2:24:14           |
| 10. Apr. 2022 | Tadesse Abraham -3-       | Schweiz           | 2:06:38           | Hawas Lenjiso Demitu   | Äthiopien          | 2:33:08           |
| 25. Apr. 2021 | Virtueller Lauf           | Virtueller Lauf   | Virtueller Lauf   | Virtueller Lauf        | Virtueller Lauf    | Virtueller Lauf   |
| 26. Apr. 2020 | Absage des Events         | Absage des Events | Absage des Events | Absage des Events      | Absage des Events  | Absage des Events |
| 28. Apr. 2019 | Edwin Kosgei              | Kenia             | 2:14:47           | Margo Malone           | Vereinigte Staaten | 2:42:22           |
| 22. Apr. 2018 | Charles Munyeki Kiama     | Kenia             | 2:14:07           | Maude Mathys           | Schweiz            | 2:31:17           |
| 9. Apr. 2017  | Vincent Tonui             | Kenia             | 2:12:57,5         | Vera Nunes             | Portugal           | 2:34:17,5         |
| 24. Apr. 2016 | Yūki Kawauchi             | Japan             | 2:12:03,8         | Daniela Aeschbacher    | Schweiz            | 2:47:39,9         |
| 19. Apr. 2015 | Edwin Kemboi Kiyeng       | Kenia             | 2:11:34,5         | Yoshiko Sakamoto       | Japan              | 2:37:46,1         |
| 6. Apr. 2014  | Lemi Berhanu              | Äthiopien         | 2:10:39,8         | Mona Stockhecke        | Deutschland        | 2:34:03,8         |
| 7. Apr. 2013  | Tadesse Abraham -2-       | Eritrea           | 2:07:45           | Lisa Christina Stublić | Kroatien           | 2:25:44           |
| 22. Apr. 2012 | Franklin Chepkwony        | Kenia             | 2:10:58           | Workenesh Tola         | Äthiopien          | 2:31:24           |
| 17. Apr. 2011 | John Kyalo Kyui           | Kenia             | 2:10:00           | Switlana Stanko        | Ukraine            | 2:33:25           |
| 11. Apr. 2010 | David Kiprono Langat      | Kenia             | 2:11:04           | Olga Rossejewa -2-     | Russland           | 2:35:44           |
| 26. Apr. 2009 | Tadesse Abraham           | Eritrea           | 2:10:09           | Olga Rossejewa         | Russland           | 2:32:18           |
| 20. Apr. 2008 | Oleg Sergejewitsch Kulkow | Russland          | 2:11:16           | Tadelesh Birra         | Äthiopien          | 2:32:09           |
| 1. Apr. 2007  | Viktor Röthlin -2-        | Schweiz           | 2:08:20           | Nina Podnebesnowa      | Russland           | 2:37:00           |
| 9. Apr. 2006  | Tesfaye Eticha -2-        | Äthiopien         | 2:12:40           | Jelena Tichonowa       | Russland           | 2:39:53           |
| 3. Apr. 2005  | Stanley Leleito           | Kenia             | 2:10:17           | Claudia Oberlin        | Schweiz            | 2:34:39           |
| 4. Apr. 2004  | Viktor Röthlin            | Schweiz           | 2:09:56           | Annemette Jensen       | Dänemark           | 2:30:07           |
| 13. Apr. 2003 | Tesfaye Eticha            | Äthiopien         | 2:10:59           | Karina Szymańska       | Polen              | 2:33:28           |

### Entwicklung der Finisherzahlen (ohne die Zahlen Teamrun-Kategorie)
Hervorhebungen: Rekordzahlen
| Jahr               | Marathon | davon Frauen | in % | Zurich 10k | davon Frauen | in % | Halbmarathon | davon Frauen | in % |
| ------------------ | -------- | ------------ | ---- | ---------- | ------------ | ---- | ------------ | ------------ | ---- |
| 2025               | 4143     | 895          | 21.6 | 4174       | 2113         | 50.6 | 7297         | 3049         | 41.8 |
| 2024               | 3185     | 700          | 22   | 4125       | 2021         | 49   | 5782         | 2370         | 41   |
| 2023               | 2800     | 773          | 27,6 | 3253       | 1627         | 48,1 | 5260         | 2356         | 44,8 |
| 2022               | 2910     | 629          | 21,6 | 2313       | 1177         | 50,8 | 3966         | 1560         | 39,3 |
| 2021 (Virtual Run) | 410      | 80           | 19,5 | 890        | 439          | 49,3 | 586          | 222          | 38,8 |
| 2020               | –        | –            | –    | –          | –            | –    | –            | –            | –    |
| 2019               | 2996     | 0689         | 23   | 2970       | 1366         | 46   | –            | –            | –    |
| 2018               | 2834     | 0556         | 19,6 | 3574       | 1693         | 47,3 | –            | –            | –    |
| 2017               | 1834     | 0394         | 21,4 | 2931       | 927          | 31,6 | –            | –            | –    |
| 2016               | 2616     | 0488         | 18,7 | 2115       | 1018         | 48,1 | –            | –            | –    |
| 2015               | 2694     | 0528         | 19,6 | 2287       | 1071         | 46,8 | –            | –            | –    |
| 2014               | 2652     | 0523         | 19,7 | 2408       | 1111         | 46,1 | –            | –            | –    |
| 2013               | 2452     | 0461         | 18,8 | 1955       | 0897         | 45,9 | –            | –            | –    |
| 2012               | 2914     | 0530         | 18,2 | 1625       | 0790         | 48,6 | –            | –            | –    |
| 2011               | 3175     | 0598         | 18,8 | —          | —            | —    | –            | –            | –    |
| 2010               | 3169     | 0497         | 15,7 | —          | —            | —    | –            | –            | –    |
| 2009               | 5009     | 0909         | 18,1 | —          | —            | —    | –            | –            | –    |
| 2008               | 4599     | 0817         | 17,8 | —          | —            | —    | –            | –            | –    |
| 2007               | 4642     | 0775         | 16,7 | —          | —            | —    | –            | –            | –    |
| 2006               | 5054     | 0925         | 18,3 | —          | —            | —    | –            | –            | –    |
| 2005               | 5520     | 0968         | 17,5 | —          | —            | —    | –            | –            | –    |
| 2004               | 5761     | 1104         | 19,2 | —          | —            | —    | –            | –            | –    |
| 2003               | 4667     | 0861         | 18,4 | —          | —            | —    | –            | –            | –    |